# Selektive nichtkatalytische Reduktion
Die Selektive nichtkatalytische Reduktion (kurz SNCR, von englisch selective non-catalytic reduction) ist ein sekundäres Verfahren zur Rauchgasentstickung. Durch Thermolyse wird Ammoniak (NH3) oder Harnstoff mit den gasförmigen Stickoxiden (NOx) zu Wasserdampf und Stickstoff umgesetzt.

## Verfahren
Ammoniak (NH3) wird als wässrige Lösung bei Temperaturen zwischen 900 und 1000 °C in mehreren Ebenen direkt in den Feuerraum eingedüst. Es reagiert dort mit Stickstoffmonoxid (NO) zu Stickstoff und Wasserdampf.
{\displaystyle \mathrm {4\ NO+4\ NH_{3}+O_{2}\longrightarrow 4\ N_{2}+6\ H_{2}O} }
Statt Ammoniak kann auch Harnstoff (NH2CONH2) eingedüst werden. Harnstofflösung ist einfacher und gefahrloser zu handhaben, da sie nicht ätzend ist und unter Umgebungsbedingungen kein Ammoniak ausgast. Harnstoff reagiert in der Anwendung wie Ammoniak. Zusätzlich wird Kohlendioxid frei.
{\displaystyle \mathrm {NH_{2}CONH_{2}+H_{2}O\longrightarrow 2\ NH_{3}+CO_{2}} }
In der Anwendung tritt ein Ammoniakschlupf im Abgas auf, der durch entsprechende Prozessführung gering gehalten, aber nicht verhindert werden kann.

## Prozessreaktionen
Aus Ammoniak bilden sich bei hohen Temperaturen NH2-Radikale. Sie stammen aus der Reaktion von Ammoniak mit Hydroxyl- und Sauerstoffradikalen, die bei üblichen Temperaturen im Feuerraum aus anderen Reaktionen vorliegen.
{\displaystyle \mathrm {NH_{3}+O\cdot \longrightarrow NH_{2}+OH\cdot } }
{\displaystyle \mathrm {NH_{3}+OH\cdot \longrightarrow NH_{2}+H_{2}O} }
Die NH2-Radikale reduzieren Stickstoffmonoxid zu Stickstoff N2:
{\displaystyle \mathrm {NH_{2}+NO\cdot \longrightarrow N_{2}+H_{2}O} }
In der Gesamtreaktion treten die Radikalbildungsreaktionen zweimal und die Reduktionsreaktion viermal auf:
{\displaystyle \mathrm {4\ NO+4\ NH_{3}+O_{2}\longrightarrow 4\ N_{2}+6\ H_{2}O} }
Wird Harnstoff verwendet, wird dieser ebenfalls in NH2-Radikale gespalten. Das entstehende Kohlenmonoxid kann durch Sauerstoff oxidiert werden.
{\displaystyle \mathrm {NH_{2}CONH_{2}\longrightarrow 2\ NH_{2}+CO} }
{\displaystyle \mathrm {2\ CO+O_{2}\longrightarrow 2\ CO_{2}} }
Es folgen die gleichen Reaktionen wie bei der Ammoniak-Anwendung.

## Ammoniakschlupf und Lachgasemission
Die NOx-Reduktion mithilfe von Ammoniak oder Harnstoff basiert auf vielen Teilreaktionen, deren Gleichgewicht abhängig ist von Reaktionstemperatur und Ausgangskonzentration der beteiligten Verbindungen. Auch bei überstöchiometrischem Verhältnis von NH3 zu NOx kann Stickstoffmonoxid deshalb nicht vollständig entfernt werden. Ebenso geht ein Teil des Reduktionsmittels wieder als Ammoniak aus der Reaktion hervor. So ist auch bei maximaler NO-Reduktionsrate um Temperaturen von etwa 950 °C ein Ammoniakschlupf vorhanden. Dieser nimmt mit niedrigeren Temperaturen zu. Mit höheren Temperaturen geht vermehrt wieder Stickstoffmonoxid aus der Gesamtreaktion hervor. Bei Temperaturen ab etwa 1700 °C findet außerdem eine Reaktion zum Treibhausgas Distickstoffmonoxid statt.
{\displaystyle \mathrm {NH_{2}+NO\cdot \longrightarrow N_{2}O+H_{2}} }
Für eine maximale NO-Abbaurate und geringe NH3- bzw. N2O-Emissionen ist ein Temperaturfenster einzuhalten. Dazu werden häufig Düsen in mehreren Ebenen in der Feuerraumwand angebracht. Anhand von Temperaturmessungen (z. B. akustischer Gastemperaturmessung) werden diejenigen Düsen geöffnet, die der Ebene mit der optimalen Reaktionstemperatur am nächsten liegen. Aufwendiger ist eine Einzeldüsensteuerung, die auf Basis einer örtlich und zeitlich hoch aufgelösten Temperaturberechnung (z. B. Online-CFD) erfolgt. Weiterhin bleibt nur bei einer ausreichenden Verweilzeit bei diesen Temperaturen der Ammoniakschlupf minimal.
Der Schlupf ist bei den auftretenden Konzentrationen in erster Linie wegen der niedrigen Geruchsschwelle von NH3 und der Gewässergefährdung unerwünscht. NH3 wird auch in der Atmosphäre zu Stickoxid umgewandelt.
Es gibt Additive, durch deren Anwendung der Schlupf minimiert werden kann.
Mit Hilfe des sogenannte TWIN-NOx−Verfahrens lassen sich optimierte Ergebnisse bezüglich des Ammoniakschlupfs, der NOx-Emission und der Leistungsfähigkeit einer SNCR-Anlage erreichen. Das Verfahren kombiniert die Vorteile von Ammoniakwasser und von Harnstoff als Reduktionsmittel. Beide Chemikalien werden abwechselnd oder auch als Mischung in Abhängigkeit von den Betriebsbedingungen eingesetzt. Die jeweiligen Vorteile können so je nach Bedarf alternativ oder kombiniert genutzt werden, um die Leistungsfähigkeit des SNCR-Verfahrens erheblich zu verbessern.

## Ähnliche Verfahren
Auch bei der Selektiven katalytischen Reduktion (SCR) ist Ammoniak notwendig. Die Reaktion findet aber bei niedrigeren Temperaturen an einem Katalysator statt.